# Andrena combusta
Andrena combusta är en biart som beskrevs av Morawitz 1876. Andrena combusta ingår i släktet sandbin, och familjen grävbin. Inga underarter finns listade i Catalogue of Life.